# 重庆广播电视总台
重庆广播电视传媒集团股份有限公司，又称重庆广播电视总台，合称重庆广播电视集团（总台）（英語：Chongqing  Broadcasting Group，缩写），简称重庆广电总台，电视部门及广播部门仍保留“重庆电视台”和“重庆人民广播电台”的呼号。重庆广电总台是中华人民共和国重庆市一家以广播电视为主、兼营相关产业的综合媒体集团。也是中共重庆市委、重庆市人民政府的喉舌。

## 历史

### 重庆人民广播电台
重庆人民广播电台是中共政权在四川地区建立的第一家广播电台。1950年1月1日，重庆人民广播电台开始试播:105，1月4日正式播音，台址位于原国民政府国际广播电台旧址，频率1200kc，功率1.5kW。1951年10月1日，重庆人民广播电台第二台开播，频率1080kc，功率100W，1954年停播。1950年至1954年期间，重庆台与西南人民广播电台合署办公，直至西南台撤销为止。1978年，重庆人民广播电台恢复第二套节目。

### 重庆电视台
1981年9月22日，重庆电视台在第八频道开播:252。
1990年，重庆电视二台开播，呼号为「重庆电视台经济频道」，重庆电视台更改呼号为「重庆电视台综合频道」。
1994年，重庆有线电视台开播。
1995年，重庆有线电视二台「重庆有线文体频道」和重庆有线电视三台「重庆有线财经频道」开播，重庆有线电视一台更改呼号为「重庆有线综合频道」。
1997年，重庆教育电视台开播。
1998年10月1日，重庆卫视正式开播。
1999年，重庆有线电视四台「重庆有线家庭影院频道」开播。
2001年7月1日，重庆电视台、重庆有线电视台、重庆教育电视台合并，重庆教育电视台更改呼号为「重庆电视台教育频道」，重庆有线综合频道、文体频道、财经频道、家庭影院频道更改呼号为：「重庆电视台都市频道」、「文体·娱乐频道」、「生活·资讯·服务频道」、「影视频道」。
2002年，重庆市公共频道与重庆电视台合并，并更改呼号为「重庆电视台公共频道」。
2003年，重庆电视台综合频道、经济频道、教育频道、生活·资讯·服务频道、影视频道改呼号为「重庆电视台影视频道」、「新闻频道」、「科教频道」、「生活频道」、「喜剧频道」。
2004年1月1日，「重庆电视台汽摩频道」开播。

### 重庆广播电视集团（总台）
2004年11月18日，原重庆人民广播电台、重庆电视台等单位合并组建重庆广播电视总台（集团）。
2006年1月，文体·娱乐频道更改呼号为「娱乐频道」。
2006年7月，喜剧频道更改呼号为「时尚频道」。
2007年，「重庆电视台少儿频道」和「国际频道」开播。
2008年，公共频道更改呼号为「公共·农村频道」，同年开播「移动频道」。
2009年，重庆电视台更换新台标，除重庆卫视与移动频道外，其他频道的台标一律为蓝色。汽摩频道改用重庆电视台台标。
2010年，「重庆电视台魅力时装频道」开播。
2011年，「重庆电视台新财经频道」开播。
2015年5月1日，重庆电视台再次更换新台标。之后于2019年、2024年再度更换。
2024年11月18日，重庆广电集团发布新一轮改革计划，推出融媒体品牌“第1眼TV”，将第1眼新闻与华龙网重组整合，在北京、上海、广州设立记者站，在意大利、秘鲁、巴西、新加坡等国设立海外联络站；地面频道改革方面，科教频道、影视频道、时尚生活频道更改呼号为红叶频道、影视剧频道和红岩文化频道。除新闻频道外的其余地面频道整合为“城市TV”平台统一运营。

## 集团文化

### 台标
- 1998年至2009年
- 2009年至2015年
- 2015年至2019年
- 2019年至2023年
- 2024年至今

重庆广播电视总台第六代台标启用于2019年3月1日，2024年1月1日撤销。该台标整体形状仍由“重庆”拼音之首字母“C”及“Q”演化而来，但采用了类似于“视窗”的造型，以体现融媒体、多屏多视化之理念。中间镂空部分则由话筒抽象而成，体现广播电视职业特点及全媒体格局下“人人皆有麦克风”之时代特色。颜色配搭方面则采蓝色配橙色之方案，分别象征重庆蓝天碧水的城市环境及温暖包容的城市文化；该种颜色搭配被认为是拥有最佳的视觉效果。
重庆广播电视总台第七代台标启用于2024年1月1日。新台标设计工作于2023年6月启动，与四川美术学院合作组建了专家设计团队，在设计学院师生的共同助力下，在100多个设计方案的基础上，经过反复修改优化，最终确定以重庆拼音首字母CQ进行空间演绎并螺旋上升的设计方案作为新台标方案。新台标螺旋上升的飘带造型，表达的是重庆人登高涉远、负重自强的顽强与坚韧，体现的是向新向上、勇于攀登的城市精神。颜色配搭方面则采用红色和蓝色，蓝色寓意重庆在共建一带一路、西部陆海新通道建设中的突出作用；红色蕴含温暖包容、热烈奔放的巴渝文化，也是红岩精神、英雄豪迈的城市魂魄。不过该台标的设计与温州广播电视传媒集团的台标相似。

## 服务

### 电视频道
重庆广播电视总台的电视服务源于1981年9月22日开播的重庆电视台，现有15个电视频道。
| 頻道名稱     | 语言          | 广播格式                    | 啟播時間                                                                            | 频道前身                                                                                                   | 備註             | 備註 |
| 重庆卫视     | 普通話        | SD: PAL 576i 16:9 HD: 1080i | 标清版： 1998年10月1日 高标清数模同播：2013年10月15日 高标清16:9同播：2017年4月18日 | |                  |      |
| 影视剧频道   | 普通話 重庆话 | SD: PAL 576i 16:9 HD: 1080i | 标清版：1981年9月22日 高标清16:9同播：2017年2月21日                                 | 重庆电视台八频道:158 重庆电视台综合频道 重庆电视台影视频道                                                 |                  |      |
| 新闻频道     | 普通話        | SD: PAL 576i 16:9 HD: 1080i | 标清版：1985年 高标清16:9同播：2014年11月1日                                        | 重庆电视二频道:158 重庆电视台经济频道                                                                      |                  |      |
| 红叶频道     | 普通話        | SD: PAL 576i 16:9 HD: 1080i | 标清版：1997年 高标清16:9同播：2017年3月21日                                        | 重庆教育电视台 重庆电视台教育频道 重庆电视台科教频道                                                       |                  |      |
| 社会与法频道 | 普通話 重庆话 | SD: PAL 576i 16:9 HD: 1080i | 标清版：1994年5月8日:203 高标清16:9同播：2017年3月21日                              | 重庆有线电视台综合频道 重庆电视台都市频道                                                                  |                  |      |
| 文体娱乐频道 | 普通話        | SD: PAL 576i 16:9 HD: 1080i | 标清版：1995年 高标清16:9同播：2017年3月21日                                        | 重庆有线电视台体育频道:203                                                                                 |                  |      |
| 红岩文化频道 | 普通話 重庆话 | SD: PAL 576i 16:9 HD: 1080i | 标清版：1999年10月1日 高标清16:9同播：2017年3月8日                                  | 重庆有线电视台家庭影院频道 重庆电视台影视频道 重庆电视台喜剧频道 重庆电视台时尚频道 重庆电视台时尚生活频道 |                  |      |
| 新农村频道   | 普通話        | SD: PAL 576i 16:9 HD: 1080i | 标清版：2003年 高标清16:9同播：2017年2月21日                                        | 重庆市公共频道 重庆电视台公共频道 重庆电视台公共·农村频道                                                  |                  |      |
| 少儿频道     | 普通話        | SD: PAL 576i 16:9 HD: 1080i | 标清版：2007年1月 高标清16:9同播：2017年3月21日                                     | |                  |      |
| 国际频道     | 普通話        | SD: PAL 576i 16:9 HD: 1080i | 标清版：2007年7月 高标清16:9同播：2017年4月6日                                      | |                  |      |
| 时尚购物频道 | 普通話        | SD: PAL 576i 16:9 HD: 1080i | 标清版：不详 高标清16:9同播：2017年4月6日                                           | |                  |      |
| 汽摩频道     | 普通話        | SD: PAL 576i 16:9 HD: 1080i | 标清版：2004年 高标清16:9同播：2017年4月6日                                         | | 数字付费电视频道 |      |
| 移动频道     | 普通話        | SD: PAL 576i 16:9           | 标清版：2006年 标清16:9：2018年8月20日                                              | | 移动电视频道     |      |

#### 停播频道
- 重庆时尚频道（广东版）、广东体育频道（重庆版）：2006年，重庆电视台时尚频道于广东异地播出，并与广东电视台体育频道实现交换落地[10]，两频道均在对应异地开播当地专门的版本。重庆时尚频道（广东版）由广东电视台代理播送，而广东体育频道（重庆版）使用普通话播音，由重庆广播电视集团合作代理。因国家新闻出版广电总局政策规定未经允许不得跨地域传送频道，广东电视台和重庆广播电视集团被总局要求解除合约，两条频道于2012年2月25日停止播映。
- 新财经频道：数字电视付费频道，文广传媒代理，2015年8月2日停播。
- 魅力时装频道：数字电视付费频道，文广传媒代理，2015年8月2日停播。
- 杂技频道：数字电视付费频道，文广传媒代理，2011年7月29日停播。
- 生活资讯频道[11]，1995年开播，前身为重庆有线电视台财经频道、重庆电视台生活·资讯·服务频道、重庆电视台生活频道，2021年6月1日与时尚频道合并为时尚生活频道。
- 重广融媒频道，2014年1月3日开播，前身为重庆电视台睛彩重庆频道，2023年1月9日停播。
- 公众彩票频道：数字电视付费频道，文广传媒代理，2015年8月2日停播。
- 首播剧场频道：数字电视付费频道，文广传媒代理，2017年2月26日停播。
- 韩剧剧场频道：数字电视付费频道，文广传媒代理，2017年2月26日停播。
- 欧美大片频道：数字电视付费频道，文广传媒代理，2017年2月26日停播。
- 华语电影剧场频道：数字电视付费频道，文广传媒代理，2017年2月26日停播。

### 广播频率
重庆广播电视总台的广播服务源于1950年成立的重庆人民广播电台，总部位于重庆市中山三路159号重庆广播大楼，现有5个广播频率。
| 頻道名稱 | 语言   | 频道频率         | 啟播時間                            | 频道前身         | 備註                                           |
| 重庆之声 | 普通話 | FM96.8 AM1314:41 | 1950年1月4日:105                    | 重庆人民广播电台 | 国家广电总局备案名称为重庆人民广播电台综合广播 |
| 经济广播 | 普通話 | FM101.5          | 1988年12月25日                      | 重庆经济广播电台 |                                                |
| 交通广播 | 普通話 | FM95.5           | 2001年1月1日                        |                  |                                                |
| 音乐广播 | 普通話 | FM88.1           | 2002年1月9日试播，2002年1月10日开播 |                  |                                                |
| 都市广播 | 普通話 | FM93.8           | 2003年12月6日                       |                  |                                                |

#### 停播频率
- 文艺广播，2008年1月开播，2021年停播[11]。